# Барри, Элизабет
Элизабет Барри (англ. Elizabeth Barry; ок. 1658 — 7 ноября 1713) — английская театральная актриса. Играла в пьесах Отуэя, Драйдена, Шекспира, Конгрива; воплотила на сцене более 100 ролей. Считается первой великой актрисой Англии.

## Биография
Элизабет Барри родилась около 1658 года. Её отцом был Роберт Барри, барристер. Около 1673 года Элизабет начала сценическую деятельность в лондонском театре «Дорсет-Гарден». В 1675 году, в возрасте семнадцати лет, Барри сыграла роль служанки в «Алкивиаде» Томаса Отуэя. В воспоминаниях современников, в частности, Колли Сиббера, говорится, что играла она настолько плохо, что была уволена из театра в самом начале карьеры. О том, что последовало далее, существует устойчивая легенда, впервые опубликованная в «Апологии»  Сиббера (Apology for the Life of Colley Cibber, 1740) и позднее развитая и дополненная в «Истории английской сцены» (The History of the English Stage, 1741) Эдмунда Кёрла. Джон Уилмот, 2-й граф Рочестер, заключил пари, что за полгода сделает из Барри превосходную актрису. Согласно Кёрлу, он самостоятельно взялся за её обучение, и, обнаружив, что она начисто лишена музыкального слуха, нашёл способ компенсировать этот недостаток, научив её вживаться в образ и чувства персонажа и словно бы превращаться в него на сцене. Кёрл утверждает, что Рочестер готовил Барри для исполнения роли венгерской королевы Изабеллы в трагедии Роджера Бойла Оррери «Мустафа», однако не сохранилось никаких документов, подтверждающих, что Барри играла эту роль. Впоследствии и саму легенду исследователи подвергали сомнению.
Как бы то ни было, Элизабет Барри действительно стала успешной актрисой и вскоре начала получать множество ролей. Она также стала любовницей Рочестера, и в 1677 году родила от него дочь. Вернувшись в следующем году на сцену, Барри  раскрыла свой талант в сезоне 1679—1680 годов и тогда же сыграла свою первую по-настоящему выдающуюся роль: Монимию в «Сироте» Отуэя. Впоследствии она играла во всех пьесах Отуэя, причём драматург адаптировал для неё роли с учётом особенностей её дарования.
В сезоне 1680—1681 годов Барри стала ведущей актрисой труппы Duke’s Company, выступая вместе с актёром Томасом Беттертоном. Барри играла как комедийные, так и драматические роли, однако по своему темпераменту, как и её партнёр по сцене Беттертон, в наибольшей степени подходила для создания трагедийных ролей. Специально для них Отуэй написал «Спасённую Венецию», на премьере которой 9 февраля 1682 года Барри играла роль Бельвидеры. Отуэй был чрезвычайно увлечён актрисой; сохранилась их переписка, в которой Барри предстаёт капризной, язвительной и далеко не бескорыстной, однако сохраняющей неизменную притягательность для влюблённого в неё Отуэя.
В 1682 году, когда Duke’s Company объединилась с King’s Company, Элизабет Барри стала безусловным лидером образовавшейся United Company. В 1692 году Джон Драйден писал о её исполнении роли Кассандры в его трагедии «Клеомен»: «Миссис Барри, неизменно великолепная, в этой трагедии превзошла саму себя и приобрела такую репутацию, какой ни имела ни одна женщина из всех, кого я видел на театральной сцене». В 1695 году Барри была в числе актёров, написавших петицию в адрес лорда Чемберлена, с жалобой на оплату и условия труда. В результате они получили разрешение создать новую театральную компанию на Линкольнс-Инн-Филдс. Барри продолжила выступать в ней на ведущих ролях и была в числе руководителей компании. Актриса получала высокие гонорары и не раз становилась объектом сатиры современников, высмеивавших её любовь к деньгам. Кроме того, у неё была репутация женщины свободного нрава, имевшей многочисленных любовников и пользовавшейся их щедростью. Тем не менее её профессиональное мастерство не подвергалось сомнению, и Элизабет Барри признавалась лучшей актрисой своего времени.
Долгая театральная карьера Барри завершилась в 1710 году. Последние годы она провела, получая регулярное пособие от театра, в загородном доме в Актоне. В 1713 году, по утверждению одного из современников, её укусила её домашняя собачка, оказавшаяся заражённой бешенством. 4 ноября Барри почувствовала себя очень плохо и принялась писать завещание. 7 ноября 1713 года её не стало.